# 朵云轩

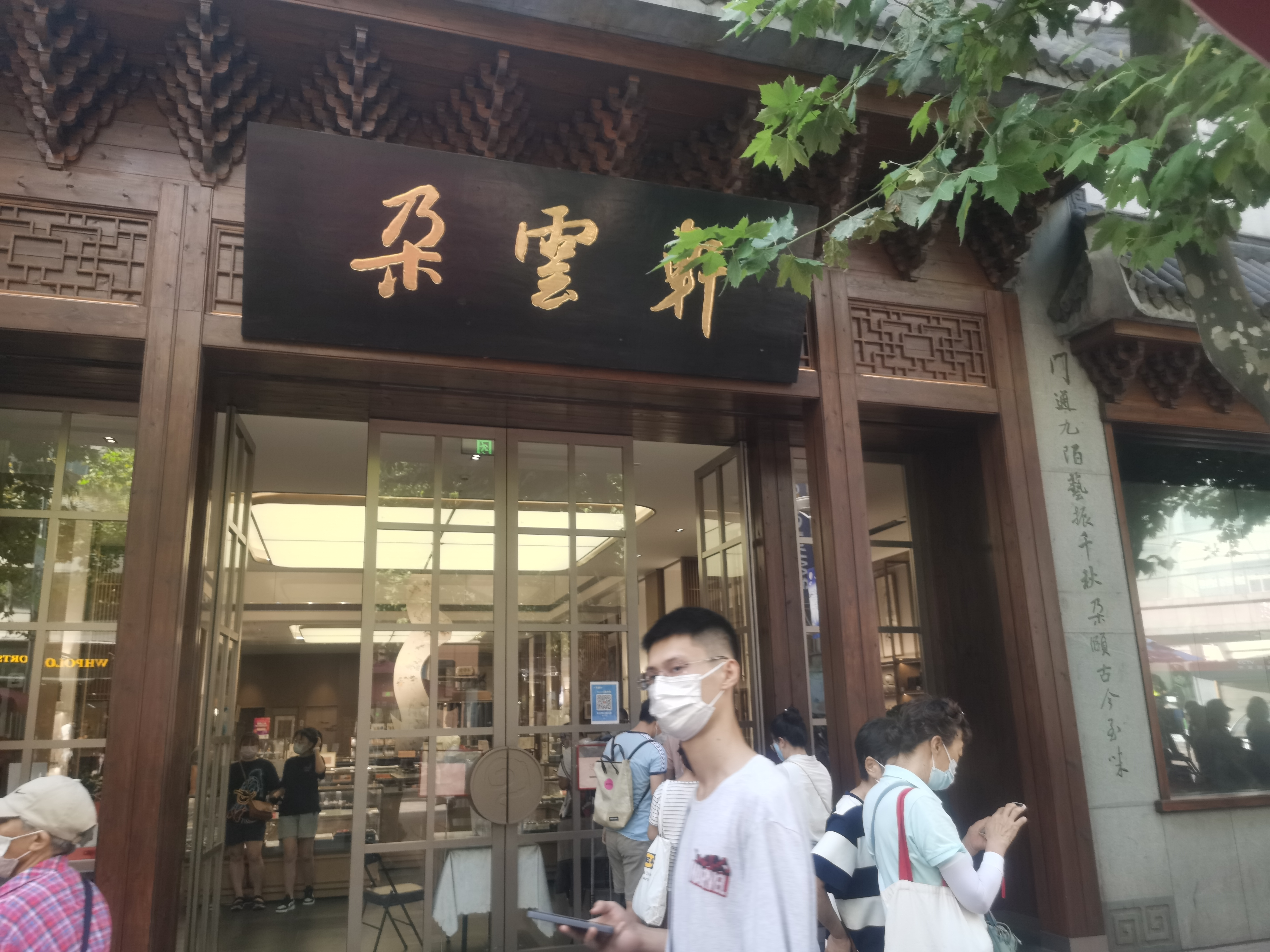
位于南京东路的朵云轩

朵云轩是位在中華人民共和國上海市，收藏以及銷售、拍賣字畫和藝術品的國營企業，1900年由孫吉甫在上海創辦。1958年與九華堂、榮寶齋上海分店合營。1960年在南京東路山西南路附近重建。後與上海書畫書出版社合併。1992年，朵云轩注册成立中国大陆第一家艺术品拍卖公司。

## 外部連結
- 官方网站